# ZIS-110
O ZIS-110 foi uma limusine (limusina) produzida na União Soviética pela Zavod Imeni Stalina, posterior Zavod Imeni Likhachova. O veículo 110 foi desenvolvido da engenharia reversa do Packard Super Eight de 1942 durante o ano de 1944. Os primeiros cinco protótipos foram concluídos em agosto de 1945.